# DBU's Landspokalturnering for herrer 1958-59
DBUs Landspokalturnering for herrer 1958/1959 var den femte udgave af DBUs Landspokalturnering for herrer. Vejle Boldklub vandt turneringen for anden gang (og for anden sæson i træk), da holdet i pokalfinalen besejrede AGF med 1-0.
Der måtte to kampe til at afgøre finalen. Den første blev spillet den 7. maj 1959 i Københavns Idrætspark under overværelse af 33.000 tilskuere, hvilket var ny tilskuerrekord for en pokalfinale. Kampen endte 1-1 efter forlænget spilletid, og dermed skulle der endnu en kamp til at afgøre finalen. Omkampen, som blev vundet 1-0 af Vejle Boldklub, blev spillet i Københavns Idrætspark den 3. juni 1959 under overværelse af 17.700 tilskuere. Kampen blev afgjort, da Henning Enoksen scorede omkampens eneste mål det 50. minut.
Vejles målmand Erling Sørensen blev valgt som finalens pokalfighter.

## Kampe og resultater

### 1. runde
Første runde havde deltagelse af 56 hold fra 3. division og de lavere rækker. Holdene fordelte sig således mellem rækkerne i sæsonen 1958:
| 1. division                                          | 2. division                                          | 3. division | Lokale serier | Lokale serier | Lokale serier |
| ---------------------------------------------------- | ---------------------------------------------------- | --- | --- | --- | --- |
| De 12 hold trådte først ind i turneringen i 3. runde | De 12 hold trådte først ind i turneringen i 2. runde | Randers Freja Fremad Amager HIK BK Rødovre Hjørring IF Odense KFUM Frem Sakskøbing Aalborg Chang Nakskov BK Brande IF Lendemark BK Otterup B&IK | AIK Frederiksholm Assens FC B 1921 Borup IF Brøndbyvester IF Esbjerg KFUM Fraugde GIF Fredericia BK Frederiksborg IF Fremad Valby Gentofte-Vangede IF Glostrup IC Grindsted GIF Herning Fremad Holstebro BK | Husum BK Kalundborg GB Kammeraternes BK Kastrup BK Kolding IF Lyngby BK Maribo BK BK Marienlyst Nyborg GIF BK Olympia 1921 Ringsted IF Rudkøbing BK Rødby fB Silkeborg IF Skagen IK | Skive IK Skjold Birkerød IK Skovbakken Slagelse B&I Storvorde Sejlflod BK Sundby BK Svendborg BK Sønderborg BK Tølløse BK Viborg FF IK Viking Vorup FB ØB Aalborg Freja |

#### Kampe
| Kamp                             | Res.   |
| -------------------------------- | ------ |
| B 1921 − Husum BK                | 1-2    |
| Borup IF − Skive IK              | 0ii2-3 |
| Brande IF − Holstebro BK         | 1-5    |
| Fredericia BK − Vorup FB         | 0ii3-2 |
| Frem Sakskøbing − ØB             | 5-1    |
| Gentofte-Vangede IF − BK Rødvore | 1-2    |
| HIK − Fremad Valby               | 6-0    |
| Hjørring IF − Assens FC          | 5-4    |
| Kalundborg GB − Glostrup IC      | 5-2    |
| Kammeraternes BK − Aalborg Chang | 1-7    |
| Kolding IF − Fraugde GIF         | 5-0    |
| Lendemark BK − Fremad Amager     | 0-6    |
| Lyngby BK − Frederiksborg IF     | 0-1    |
| Nakskov BK − Brøndbyvester IF    | 2-4    |

| Kamp                              | Res. |
| --------------------------------- | ---- |
| Odense KFUM − Herning Fremad      | 3-2  |
| BK Olympia 1921 − Sundby BK       | 0-5  |
| Ringsted IF − AIK Frederiksholm   | 3-0  |
| Rudkøbing BK − Grindsted GIF      | 2-0  |
| Rødby fB − Maribo BK              | 6-0  |
| Silkeborg IF − Sønderborg BK      | 6-3  |
| Skagen IK − Storvorde Sejlflod BK | 3-1  |
| Skjold Birkerød − Kastrup BK      | 1-2  |
| IK Skovbakken − Randers Freja     | 2-3  |
| Slagelse B&I − Tølløse BK         | 0-3  |
| Svendborg BK − Esbjerg KFUM       | 2-3  |
| Viborg FF − BK Marienlyst         | 1-3  |
| IK Viking − Nyborg GIF            | 2-1  |
| Aalborg Freja − Otterup B&IK      | 4-7  |

### 2. runde

#### Hold
I anden runde deltog 40 hold fordelt på:
- 28 vindere fra 1. runde
- 12 hold fra 2. division 1958, som først trådte ind i turneringen i denne runde.

Holdene fordelte sig således mellem rækkerne i sæsonen 1958:
| 1. division                                          | 2. division | 3. division                                                                                                   | Lokale serier | Lokale serier                                                                                    |
| ---------------------------------------------------- | --- | --- | --- | ------------------------------------------------------------------------------------------------ |
| De 12 hold trådte først ind i turneringen i 3. runde | B 1903 B.93 Næstved IF Brønshøj BK B 1913 Ikast FS Frederikshavn fI AaB B 1901 Horsens fS Vanløse IF Helsingør IF | Randers Freja Fremad Amager HIK BK Rødovre Hjørring IF Odense KFUM Frem Sakskøbing Aalborg Chang Otterup B&IK | Brøndbyvester IF Esbjerg KFUM Fredericia BK Frederiksborg IF Holstebro BK Husum BK Kalundborg GB Kastrup BK Kolding IF BK Marienlyst | Ringsted IF Rudkøbing BK Rødby fB Silkeborg IF Skagen IK Skive IK Sundby BK Tølløse BK IK Viking |

#### Kampe
| Dato | Kamp                            | Res.   |
| ---- | ------------------------------- | ------ |
| ?    | B.93 − Rødby fB                 | 6-2    |
| ?    | B 1901 − Fredericia BK          | 6-2    |
| ?    | B 1913 − Randers Freja          | 3-4    |
| ?    | Brøndbyvester IF − Skive IK     | 1-3    |
| ?    | Brønshøj BK − Frem Sakskøbing   | 4-3    |
| 6.9. | Frederiksborg IF − Helsingør IF | 0-2    |
| 7.9. | Frederikshavn fI − Otterup B&IK | 2-0    |
| ?    | Fremad Amager − AaB             | 4-1    |
| ?    | HIK − Ikast FS                  | 6-1    |
| ?    | Holstebro BK − Horsens fS       | 0ii2-4 |

| Dato | Kamp                        | Res.   |
| ---- | --------------------------- | ------ |
| ?    | Husum BK − Tølløse BK       | 4-3    |
| ?    | Kalundborg GB − B 1903      | 0-3    |
| ?    | Kolding IF − Næstved IF     | 0ii3-2 |
| ?    | BK Marienlyst − Kastrup BK  | 0ii3-4 |
| ?    | Odense KFUM − Hjørring IF   | 3-1    |
| ?    | Ringsted IF − Aalborg Chang | 1-4    |
| ?    | Rudkøbing BK − Esbjerg KFUM | 3-0    |
| ?    | BK Rødovre − Skagen IK      | 10-10  |
| ?    | Sundby BK − Vanløse IF      | 1-4    |
| ?    | IK Viking − Silkeborg IF    | 0-2    |

### 3. runde

#### Hold
I tedje runde deltog 32 hold fordelt på:
- 20 vindere fra 2. runde
- 12 hold fra 1. division 1958, som først trådte ind i turneringen i denne runde.

Holdene fordelte sig således mellem rækkerne i sæsonen 1958:
| 1. division                                                                    | 2. division                                                                        | 3. division                                                          | Lokale serier                                                     |
| ------------------------------------------------------------------------------ | ---------------------------------------------------------------------------------- | -------------------------------------------------------------------- | ----------------------------------------------------------------- |
| Vejle BK BK Frem OB B 1909 Esbjerg fB AGF KB AB Køge BK Skovshoved IF AIA KFUM | B 1903 B.93 Brønshøj BK Frederikshavn fI B 1901 Horsens fS Vanløse IF Helsingør IF | Randers Freja Fremad Amager HIK BK Rødovre Odense KFUM Aalborg Chang | Husum BK Kastrup BK Kolding IF Rudkøbing BK Silkeborg IF Skive IK |

#### Kampe
| Dato   | Kamp                     | Res.  |
| ------ | ------------------------ | ----- |
| ?      | AB − Brønshøj BK         | 1-0   |
| ?      | AIA − Odense KFUM        | 3-2   |
| ?      | B 1909 − B 1903          | 4-0   |
| ?      | Esbjerg fB − Vanløse IF  | 3-1   |
| 12.10. | Frederikshavn fI − AGF   | 1-4   |
| ?      | Fremad Amager − Skive IK | 4-1   |
| 12.10. | Helsingør IF − Vejle BK  | 1-5   |
| ?      | HIK − Rudkøbing BK       | 11-10 |

| Dato | Kamp                       | Res.   |
| ---- | -------------------------- | ------ |
| ?    | Horsens fS − Skovshoved IF | 3-2    |
| ?    | Kastrup BK − BK Frem       | 0-6    |
| ?    | KB − BK Rødovre            | 5-3    |
| ?    | Kolding IF − Randers Freja | 1-2    |
| ?    | Køge BK − Husum BK         | 8-0    |
| ?    | OB − KFUM                  | 1-2    |
| ?    | Silkeborg IF − B 1901      | 0ii4-2 |
| ?    | Aalborg Chang − B.93       | 1-5    |

### 4. runde

#### Hold
Fjerde runde (ottendedelsfinalerne) havde deltagelse af de seksten vinderhold fra tredje runde. Holdene fordelte sig således mellem rækkerne i sæsonen 1958:
| 1. division                                                   | 2. division     | 3. division                     | Lokale serier |
| ------------------------------------------------------------- | --------------- | ------------------------------- | ------------- |
| Vejle BK BK Frem B 1909 Esbjerg fB AGF KB AB Køge BK AIA KFUM | B.93 Horsens fS | Randers Freja Fremad Amager HIK | Silkeborg IF  |

#### Kampe
| Kamp             | Res. |
| ---------------- | ---- |
| AB − AIA         | 7-2  |
| AGF − Horsens fS | 3-0  |
| B 1909 − BK Frem | 4-1  |
| HIK − B.93       | 2-1  |

| Kamp                       | Res. |
| -------------------------- | ---- |
| Køge BK − KB               | 2-0  |
| Randers Freja − Esbjerg fB | 2-1  |
| Silkeborg IF − KFUM        | 2-1  |
| Vejle BK − Fremad Amager   | 5-1  |

### Kvartfinaler

#### Hold
Kvartfinalerne havde deltagelse af de otte vinderhold fra fjerde runde. Holdene fordelte sig således mellem rækkerne i sæsonen 1959:
| 1. division                    | 2. division   | 3. division | Lokale serier |
| ------------------------------ | ------------- | ----------- | ------------- |
| B 1909 Vejle BK AGF AB Køge BK | Randers Freja | HIK         | Silkeborg IF  |

#### Kampe
| Kamp              | Res. |
| ----------------- | ---- |
| AB − Silkeborg IF | 3-2  |
| AGF − HIK         | 2-1  |

| Kamp                   | Res.   |
| ---------------------- | ------ |
| B 1909 − Randers Freja | 8-1    |
| Køge BK − Vejle BK     | 0ii1-3 |

### Semifinaler
Semifinalerne havde deltagelse af de fire vinderhold fra kvartfinalerne.
| Kamp     | Res. |
| -------- | ---- |
| AGF − AB | 4-2  |

| Kamp              | Res. |
| ----------------- | ---- |
| B 1909 − Vejle BK | 1-3  |

### Finale
Finalen mellem de to vindere af semifinalerne blev spillet den 7. maj 1959 i Københavns Idrætspark under overværelse af 33.000 tilskuere, hvilket var ny tilskuerrekord for en pokalfinale. Kampen endte 1-1 efter forlænget spilletid, og dermed skulle der endnu en kamp til at afgøre finalen. Omkampen, som blev vundet 1-0 af Vejle Boldklub, blev spillet i Københavns Idrætspark den 3. juni 1959 under overværelse af 17.700 tilskuere. Kampen blev afgjort, da Henning Enoksen scorede omkampens eneste mål det 50. minut.
Vejles målmand Erling Sørensen blev valgt som finalens pokalfighter.
| Dato | Kamp           | Res.   |
| ---- | -------------- | ------ |
| 7.5. | Vejle BK − AGF | 0ii1-1 |
| 3.6. | Vejle BK − AGF | 1-0    |